# Get It
A Get It Stevie Wonder amerikai énekes dala, melyben Michael Jackson is énekel. A dal Wonder huszadik, Characters című albumán szerepel, 1987. december 15-én küldték el az amerikai rádióadóknak, és 1988. május 5-én jelent meg kislemezen. A két énekes már korábban is dolgozott együtt: Jackson és testvérei háttérénekesek voltak Wonder 1974-es You Haven’t Done Nothin’ című dalában; Wonder írta Jackson Off the Wall albumára (1979) az I Can’t Help It című számot (a The Supremes egykori tagjával, Susaye Greene-nel együtt), majd duettet énekeltek Jackson Bad című albumán (1987) Just Good Friends címmel. A Get It több Billboard-slágerlistára felkerült.

## Helyezések
| Slágerlista (1988)                          | Legmagasabb helyezés |
| ------------------------------------------- | -------------------- |
| USA Billboard Hot 100                       | 80                   |
| USA Billboard Hot R&B/Hip-Hop Songs         | 4                    |
| USA Billboard Hot Adult Contemporary Tracks | 11                   |